# Вавилов, Максим Андреевич
Максим Андреевич Вавилов (9 августа 1903, г. Полоцк — 11 июля 1960, Ленинград) — советский военачальник, генерал-лейтенант (08.08.1955).

## Биография
Окончил военные академии имени Фрунзе в 1936 и Генштаба в 1948 году.
В Красной Армии с 1924 года. На 1933 год начальник штаба батальона 190 стрелкового полка 64 стрелковой дивизии БВО. Участник боёв на озере Хасан в 1938. В 1941—1943 годах — начальник штаба 35-й армии, 2-й Краснознамённой армии Дальневосточного фронта. С 1944 года — в Генеральном Штабе Советской Армии. С 1954 — начальник штаба Забайкальского военного округа. В 1956—1959 гг. — в военно-научных учреждениях.
Похоронен на Большеохтинском кладбище Санкт-Петербурга.